# Labour Behind the Label
Labour Behind the Label (LBL), traducibile in italiano come: Il lavoro dietro l'etichetta è una organizzazione cooperativa no profit con sede a Bristol nel Regno Unito che lotta per i diritti dei lavoratori nell'industria dell'abbigliamento.
È la piattaforma della campagna Campagna Abiti Puliti nel Regno Unito.
I membri di LBL includono anche i sindacati, le organizzazioni dei consumatori, organizzazioni di beneficenza.
Le sue attività principali sono l'educazione al consumo, attività di lobbying verso le imprese e il governo, e solidarietà con i lavoratori nelle dispute in fabbriche che producono per imprese d'abbigliamento del Regno Unito.